# Long Grove (Iowa)
Long Grove – miasto w Stanach Zjednoczonych, w stanie Iowa, w hrabstwie Scott. Zgodnie ze spisem statystycznym z 2000 roku, miasto liczyło 597 mieszkańców.